# منظمة الشيوعيين السعوديين
منظمة الشيوعيين السعوديين حزب سياسي في المملكة العربية السعودية. تم تشكيله في بيروت من قبل الشيوعيين المشاركين في حركة التحرير الوطني العربية وائتلاف جماعات المعارضة السعودية بما فيهم طلال بن عبد العزيز آل سعود. من أعضاء اللجنة المركزية عبد العزيز المعمر وإسحاق الشيخ يعقوب ومحمد السعيد وعبد العزيز السنيد الذي قرر الذهاب إلى العراق بعد أن سيطر الوطنيون على الحكم بالعراق عام 1958م، وأصبح للحزب الشيوعي نفوذ، ما جعله يعتقد أنه سيستطيع مساعدة الحركة الوطنية في السعودية بشكل أكبر. تم تشكيل مكتب المنسق الخاص للحزب بحيث يسمح للشيوعيين السعوديين الاحتفاظ بدرجة من الاستقلالية في حين كانوا لا يزالون مرتبطين بحراكات أكبر وهي الأحزاب الشيوعية في الوطن العربي.